# Dominika Kavaschová
Dominika Kavaschová (ur. 19 maja 1989 w Koszycach) – słowacka aktorka. W 2013 r. została laureatką nagrody DOSKY jako „odkrycie roku”. W 2015 r. została wyróżniona w kategorii „najlepsza aktorka” za rolę w spektaklu Mojmír II. alebo Súmrak ríše. Ma pochodzenie niemieckie.

## Filmografia (wybór)
- Odsúdené (serial telewizyjny, 2010)
- Panelák (serial telewizyjny, 2010–2013)